# It's My Life/Your Heaven
It's My Life/Your Heaven  è il diciannovesimo singolo della cantante giapponese Yui, pubblicato il 26 gennaio 2011. Il brano è incluso nell'album How Crazy Your Love, quinto lavoro della cantante. Il singolo ha raggiunto la terza posizione della classifica Oricon dei singoli più venduti in Giappone, vendendo 87.216. Il singolo è stato certificato disco d'oro.

## Tracce
CD Singolo SRCL-7527
1. It's My Life
2. Your Heaven
3. Rain ~YUI Acoustic Version~
4. It's My Life ~Instrumental~

## Classifiche
| Classifica (2011) | Posizione massima |
| ----------------- | ----------------- |
| Giappone          | 3                 |